# 마시바 쿠미
마시바 쿠미는 《더 파이팅》에 등장하는 히로인으로, 투니버스 더빙판 이름은 '선우은지'.

## 담당 성우
코바야시 사나에 / 여민정

## 소개
마시바 료의 여동생으로, 잇뽀가 들리는 빵집의 아르바이트생으로 등장했다. 동일본 신인왕 토너먼트 이후에는 한동안 등장하지 않다가 A급 토너먼트가 끝난 후 잇뽀가 입원했던 병원의 간호사로 등장해서 어찌저찌하다가 결국 서로 좋아하는 상태로까지 발전했다.